# احمدی (شعبجره)
احمدی (شعبجره)، روستایی از توابع بخش یزدان‌آباد شهرستان زرند در استان کرمان ایران است.

## جمعیت
این روستا در دهستان شعبجره قرار دارد و براساس سرشماری مرکز آمار ایران در سال ۱۳۹۵، جمعیت آن ۹ نفر (۴ خانوار) بوده‌است.